# Júlia Bacardit i Cruells
Júlia Bacardit i Cruells   (Barcelona, 2 de setembre de 1991) és una periodista, escriptora i editora catalana.
Es va graduar en Humanitats a la Universitat Pompeu Fabra. Ha col·laborat amb diversos mitjans de comunicació i ha cofundat dos projectes: la Revista Branca, de creació literària i gràfica, i el pòdcast en català Les Golfes, amb Anna Pazos.
El 2020 va publicar El preu de ser mare, un assaig periodístic que tracta del mercat de la compravenda d'òvuls. Tres anys més tard, el 2023, publicà la seva segona obra: Un dietari sentimental, un llibre que explica i reflexiona en primera persona sobre algunes de les seves vivències íntimes, però alhora també sobre la literatura, el periodisme i la vida a Barcelona.

## Publicacions
- Bacardit, Júlia. El preu de ser mare.  Apostroph, 2020. ISBN 9788412200584.[7]
- Bacardit, Júlia. Un dietari sentimental.  Medusa, 2023 (Col·lecció Borm). ISBN 978-84-19202-09-3.[6]